# ابلانیتسا، استان بلاگوگراد
ابلانیتسا، استان بلاگوگراد (به لاتین: Ablanitsa, Blagoevgrad Province) یک سکونتگاه مسکونی در بلغارستان است که در استان بلاگووگراد واقع شده‌است.

## خصوصیات
ابلانیتسا ۲٬۷۶۹ نفر جمعیت دارد و ۶۵۰ متر بالاتر از سطح دریا واقع شده‌است.